# Hygrotus polonicus
Hygrotus polonicus is een keversoort uit de familie waterroofkevers (Dytiscidae). De wetenschappelijke naam van de soort is voor het eerst geldig gepubliceerd in 1842 door Aubé.